# Mario Chaldú
Mario Norberto Chaldú (* 6. Juni 1942 in Buenos Aires; † 1. April 2020 in Monte Grande) war ein argentinischer Fußballspieler, der mit der Nationalmannschaft seines Heimatlandes an der Fußball-Weltmeisterschaft 1966 teilnahm.

## Karriere

### Vereinskarriere
Mario Chaldú, geboren 1942 in Buenos Aires, der Hauptstadt von Argentinien, begann seine fußballerische Laufbahn bei CA Banfield, einem kleineren Verein aus Banfield in der Provinz Buenos Aires. Hier spielte der Angreifer von 1961 bis 1965 sowie noch einmal 1970 und machte insgesamt 119 Ligaspiele für Banfield, in denen er 21 Mal das gegnerische Tor traf. Ein Titelgewinn war ihm mit Banfield jedoch nicht vergönnt, allgemein zählte der Verein damals nicht zu den besten in Argentinien und war meist in unteren Tabellenregionen der Primera División zu finden. 1966 verließ Chaldú seinen Heimatverein und schloss sich CA San Lorenzo de Almagro aus dem Bonarenser Stadtviertel Almagro an. Im Trikot von San Lorenzo machte er neunzehn Ligaspiele und schoss drei Tore, blieb aber nur ein Jahr bei dem Verein. Nach etwa zwei Jahren ohne Arbeit wurde Chaldú 1968 vom Racing Club aus Avellaneda, dem amtierenden Sieger der Copa Libertadores und des Weltpokals, verpflichtet. Im Team um argentinische Fußballgrößen wie Alfio Basile, Humberto Maschio oder Roberto Perfumo konnte sich Chaldú allerdings nicht durchsetzen und kam nur zu zehn Ligaeinsätzen mit zwei Treffern. 1970 wechselte er zurück zu CA Banfield, wo er ein weiteres Jahr Fußball spielte. 1971 war ein noch ein Jahr für CA Kimberley in Mar del Plata aktiv, ehe Mario Chaldú seine aktive Karriere im Alter von nur 29 Jahren beendete.
Chaldú starb nach langer Krankheit am 1. April 2020 in einer Klinik in Monte Grande.

### Nationalmannschaft
Fünf Länderspiele machte Mario Chaldú zwischen 1964 und 1966 für die argentinische Fußballnationalmannschaft. Mit ihr nahm er an der Fußball-Weltmeisterschaft 1966 in England teil, wurde aber im Turnierverlauf nicht eingesetzt. Seine Mannschaft indes überstand die Gruppenphase als Gruppenzweiter in der Gruppe B hinter Deutschland und vor Spanien und der Schweiz, scheiterte dann aber im Viertelfinale am Gastgeber und späteren Weltmeister aus England.